# La Limouzinière

La Limouzinière este o comună în departamentul Loire-Atlantique, Franța. În 2009 avea o populație de 2,090 de locuitori.